# Vítězové české volejbalové extraligy mužů
Vítězové české volejbalové extraligy mužů (od r. 1992):
- 1992/93 – Aero Odolena Voda
- 1993/94 – Aero Odolena Voda
- 1994/95 – VK Setuza Ústí nad Labem
- 1995/96 – Aero Odolena Voda
- 1996/97 – VK Setuza Ústí nad Labem
- 1997/98 – VK Setuza Ústí nad Labem
- 1998/99 – VSC Fatra Zlín
- 1999/00 – VK Jihostroj České Budějovice
- 2000/01 – VK Dukla Liberec
- 2001/02 – VK Jihostroj České Budějovice
- 2002/03 – VK Dukla Liberec
- 2003/04 – Chance Odolena Voda
- 2004/05 – VK volleyball.cz Kladno (nástupce Odoleny Vody)
- 2005/06 – VK DHL Ostrava
- 2006/07 – VK Jihostroj České Budějovice
- 2007/08 – VK Jihostroj České Budějovice
- 2008/09 – VK Jihostroj České Budějovice
- 2009/10 – volleyball.cz, s.r.o. Kladno
- 2010/11 – VK Jihostroj České Budějovice
- 2011/12 – VK Jihostroj České Budějovice
- 2012/13 – VK DHL Ostrava
- 2013/14 – VK Jihostroj České Budějovice
- 2014/15 – VK Dukla Liberec
- 2015/16 – VK Dukla Liberec
- 2016/17 – VK Jihostroj České Budějovice
- 2017/18 - VK ČEZ Karlovarsko
- 2018/19 - VK Jihostroj České Budějovice
- 2019/20 - sezóna nedohrána covid 19
- 2020/21 - VK ČEZ Karlovarsko
- 2021/22 - VK ČEZ Karlovarsko
- 2022/23 - VK Lvi Praha
- 2023/24 - VK Jihostroj České Budějovice

Související:
- Vítězové československé volejbalové ligy mužů 1924–1992